# Katrina Miller
Katrina Miller és una periodista estatunidenca del The New York Times especialitzada en estudis de ciència, tecnologia i societat.
Katrina viu a Chicago, i escriu en el The New York Times des de l'any 2022, unint-se des de Wired on escrivia des de l'any 2021. Va aconseguir el seu doctorat en física en la Universitat de Chicago, sent un repte per a ella pels estereotips de gènere en les dones en la ciència. En una entrevista en Wired, es va posicionar com a activista contra el racisme en la ciència, i en l'any 2023, va publicar un article titulat A call to citi Black women and gender minorities (en espanyol: Un cridat a citar a les dones negres i a les minories de gènere) en Symmetry Magazine amb aquesta mateixa fi. En l'any 2016, va ser guardonada amb el Premi Memorial Daphne Chang. En l'any 2023, va ser una de les guanyadores dels Premis Eric i Wendy Schmidt a l'Excel·lència en Comunicacions Científiques.